# João Festas
João Manuel Vinhas Festas est un footballeur portugais né le 9 octobre 1967 à Vila do Conde. Il évolue au poste de défenseur central.

## Biographie
Il dispute 26 matchs en première division portugaise (9 avec le FC Porto et 17 avec le Varzim SC). Il joue également plus de 100 matchs en deuxième division portugaise.
Il reçoit par ailleurs six sélections avec les espoirs portugais.

## Palmarès
Avec le FC Porto :
- Champion du Portugal en 1986.